# فردریک آگوستوس دوم
فردریک آگوستوس دوم (انگلیسی: Frederick Augustus II of Saxony) شاه ساکسونی بود.